# Christian Magnus Michelsen
Christian Magnus Thim Michelsen (Kristiansund, 14 marzo 1976) è un allenatore di calcio, dirigente sportivo ed ex calciatore norvegese, di ruolo attaccante.

## Carriera

### Giocatore

#### Club
Michelsen vestì la maglia del Clausenengen, prima di passare allo Stabæk. Con questa squadra, ebbe l'opportunità di esordire nell'Eliteserien in data 11 aprile 1999, subentrando a Helgi Sigurðsson nella vittoria per 5-0 sullo Skeid. Il 16 maggio 2000 arrivarono le prime reti nella massima divisione norvegese, con una doppietta inflitta allo Haugesund e che contribuì alla vittoria della sua squadra per 0-4.
Successivamente fu in forza al Moss, formazione all'epoca militante nella 1. divisjon. Il primo incontro in squadra fu datato 12 aprile 2004, sostituendo Tor Erik Moen nel pareggio per 0-0 contro il Raufoss. Il 16 maggio successivo, arrivò il primo gol con questa casacca, nel pareggio per 1-1 sul campo dello Strømsgodset.
Dal 2008, si trasferì al Kristiansund. Nel campionato 2012, conquistò la promozione in 1. divisjon. Terminò l'attività agonistica alla fine della stessa stagione.

### Allenatore
Il 7 febbraio 2014 è stato nominato nuovo allenatore del Kristiansund. Il 27 dicembre successivo, ha rinnovato il contratto che lo legava al club per altre tre stagioni.
Il 12 maggio 2017 ha prolungato l'accordo con il Kristiansund fino al 31 dicembre 2019.
Il 25 agosto 2023 è stato sollevato dall'incarico di allenatore del Kristiansund BK.
Il 25 giugno 2024 è stato nominato tecnico del Sarpsborg 08: ha firmato un contratto valido fino al 31 dicembre 2026.

## Palmarès

### Allenatore

#### Competizioni nazionali
- 1. divisjon: 1

Kristiansund: 2016